# ラ・ミラン
ラ・ミラン（ハングル表記：라미란、1975年3月6日 - ）は、韓国の女優。1995年、ソウル芸術大学演劇科を卒業。2005年、映画『親切なクムジャさん』に出演してデビューした。C-JeSエンターテインメント所属。

## 出演作品

### テレビドラマ
- シンデレラ・マン（2009年）
- The City of Violence（2011年）
- ファッション王 （2012年）
- ザ・キング・ツーハーツ（2012年）
- 君だからいい（2012年）
- チャン・オクチョン、愛に生きる（2013年）
- ブッとびヨンエさんシーズン12（2013年）
- 初子（2013年）
- 怪しい家政婦（2013年）
- ドラマ・スペシャル 'きれいだ！オ・マンボク'（2014年）
- ブッとびヨンエさんシーズン13 （2014年）
- 魔女の恋愛（2014年）
- アイアンマン （2014年）
- ドラマスペシャル「私の人生のこぶ」 （2014年）
- ブッとび！ヨンエさん 14（2015年）
- 恋のスケッチ〜応答せよ1988〜（2015年）
- 帰ってきて、おじさん （2016年）
- 月桂樹洋服店の紳士たち（2016年）
- ブッとび ！ヨンエさん　15（2016年）
- ドラマ・スペシャル「チョンマダムの最後の一週間」（2017年）
- 甘くない女たち～付岩洞の復讐者～（2017年）
- ブッとび！ヨンエさん16 （2017年）
- 僕らが出会った奇跡（2018年）
- ブッとび！ヨンエさん シーズン17（2019年）
- ブラックドッグ（2019年ー2020年）
- ポッサム〜愛と運命を盗んだ男〜（2021年）[5]
- 内科パク院長（2021年）
- 良くも、悪くも、だって母親（2023年）[6]
- ふしぎ駄菓子屋　銭天堂（2023年）
- ジョンニョン: スター誕生（2024年）

### 映画
- 親切なクムジャさん（2005年）
- 村の金庫連鎖襲撃事件（2007年）
- ミス赤大根 (2008年)
- 殺したい (2010年)
- 子供たち (2011年)
- ダンスタウン (2011年)
- ちりも積もればロマンス（2011年）
- 青春グルーブ （2012年）
- ダンシング・クィーン (映画)（2012年）
- チャ刑事（2012年）
- 2つの月（2012年）
- 怖い話（2012年）
- 共謀者たち（2012年）
- ジャッカルが来る（2012年）
- 重さ（2013年）
- サウスバウンド（2013年）
- 恋愛の温度（2013年）
- ザ・スパイ シークレット・ライズ （2013年）
- ジッ （2013年）
- ソウォン/願い（2013年）
- 僕らの青春白書 （2014年）
- 私の愛、私の新婦 （2014年）
- ビッグ・マッチ （2014年）
- 国際市場で逢いましょう（2014年）
- ワーキング・ガール（2015年）
- ミスワイフ （2015年）
- ヒマラヤ〜地上8,000メートルの絆〜 （2015年）
- 大虎 （2015年）
- ボンイ・キム・ソンダル （2016年）
- ラスト・プリンセス 大韓帝国最後の皇女（The Last Princess） （2016年）
- 帰ってきておじさん（2016年）
- ありふれた悪事 （2017年）
- 普通の人 （2017年）
- ザ・メイヤー 特別市民 （2017年）
- 上流社会 （2018年）
- 僕の中のあいつ （2018年）
- ガール・コップス（2019年）
- 正直政治家 チュ・サンスク（2020年）
- 市民ドクヒ（2021年）
- 新年前夜（2021年）
- 帰ってきた 正直政治家チュ・サンスク（2022年）
- ハイファイブ（2022年）
- COME BACK HOME（2022年）[7]
- 高速道路家族(2022年)
- 市民捜査官ドッキ（2024年）

### ミュージカル
- 真夏の夜の悪夢 （2006年）
- 愛に関する五つの素描（2006年）
- ドンキーショー  （2007年）
- 私が一番きれいだった頃 （2008年）
- ロミオ&ベルナデット（2008年）
- 練炭道 （2009年）
- 練炭道（2010年）

### バラエティ、ドキュメンタリー
- バックトゥー・マイフェイス（2014年）
- 僕らの日曜の夜－リアル入隊プロジェクト本物の男（2014年）
- お姉さんたちのスラムダンク－大人たちの将来希望（2016年）
- 知ってるお兄さん（2019年）
- 2時脱出 Cultwo Show（2020年）
- ソン・ヒョンジュの無人駅（2021年）[8]

### 広告モデル
- SKテレコム

## 音楽活動
- Unniesのメンバー

## 受賞歴
- 2013年　第34回 青龍映画賞　助演女優賞：ソウォン/願い
- 2016年　 MAX MOVIE 最高映画賞　最高助演女優賞：ヒマラヤ〜地上8,000メートルの絆〜
- 2016年   第53回大鐘賞映画祭 助演女優賞 : ラスト・プリンセス 大韓帝国最後の皇女
- 2017年　韓国大衆文化芸術賞　文化体育観光部長官表彰
- 2021年　第41回青龍映画賞　主演女優賞：「正直な候補」[9]